# Collet de la Fusta
El Collet de la Fusta és una collada situada a 816,3 metres d'altitud del terme municipal de Navès, al Solsonès.